# Hembra (álbum)
Hembra es el segundo álbum de Libido, con el cual alcanzarían popularidad con canciones como: "No voy a verte más", "Tres", "Hembra" y "En esta habitación".
Ha sido posicionado en el puesto 197 en la lista Los 250 álbumes esenciales del rock iberoamericano de la revista norteamericana Al borde. Se grabó en el estudio "Estudios Panda" en Buenos Aires; y la mezcla y masterización en Oasis Mastering en Los Ángeles, California.
El álbum vendió, solo en Perú, cien mil copias, y fuera del Perú vendió otras cien mil. Este sería el principio de la Era Libido, en la que se adueñarían del mercado Rock, como icono de este mismo. Gracias a este disco ganaron un premio en la primera entrega de los MTV latinos en 2002, en la categoría Mejor Artista Sur-Oeste. Contó con la producción del músico y productor argentino Tweety González.

## Lista de canciones
| N.º | Título               | Escritor(es)                    | Duración |  |
| 1.  | «Tres»               | Antonio Jáuregui                | 3:42     |  |
| 2.  | «Respirando»         | Antonio Jáuregui                | 2:55     |  |
| 3.  | «Hembra»             | Jeffry Fischman                 | 4:11     |  |
| 4.  | «Sal»                | Manolo Hidalgo/ Jeffry Fischman | 3:19     |  |
| 5.  | «Néctar»             | Manolo Hidalgo/ Jeffry Fischman | 3:02     |  |
| 6.  | «Eterno»             | Antonio Jáuregui                | 4:06     |  |
| 7.  | «Reset»              | Antonio Jáuregui                | 3:46     |  |
| 8.  | «En esta habitación» | Jeffry Fischman                 | 4:32     |  |
| 9.  | «Tu rostro»          | Jeffry Fischman                 | 4:30     |  |
| 10. | «Un momento en mil»  | Antonio Jáuregui                | 3:27     |  |
| 11. | «Tiempos tranquilos» | Jeffry Fischman                 | 3:44     |  |
| 12. | «No voy a verte más» | Antonio Jáuregui                | 3:50     |  |

## Personal
- Salim Vera - Voz
- Antonio Jáuregui - Bajo, guitarra rítmica y coros
- Manolo Hidalgo - Primera guitarra
- Jeffry Fischman - Batería, percusión, coros

## Créditos
- Producido por: Tweety González
- Arreglos: Libido y Tweety González.
- Grabado en: Estudios Panda ( Buenos Aires – Argentina)
- Ingeniero de grabación: Ricardo Troilo
- Asistente de grabación: Demián Chorovics
- Mezcladoen: Scream Studios (Los Ángeles, CA)
- Ingeniero de mezcla: Doug Trantow
- Asistente de mezcla: Jay Gion
- Mastering: Eddy Scheyer en Oasis Mastering (Los Ángeles, CA)
- Grabaciones adicionales: Estudio Super Gaucho y Estudio GG (Buenos Aires - Argentina)
- Ingeniero adicional de grabación: Federíco Aríztegui y Pablo Cáceres
- Músico Invitado: Tweety González (Programación, ProTools, Teclados y Piano)